# Transit de la Terre depuis Jupiter
Le transit de la Terre depuis Jupiter se déroule lorsque la Terre se trouve directement entre le Soleil et Jupiter. Elle a alors, depuis Jupiter, la forme d'un petit disque noir se déplaçant lentement au-dessus du disque du Soleil.

## Exemples
- Celui du 5 janvier 2014[1]
- Celui du 10 janvier 2026[1].